# Domenico Guidi

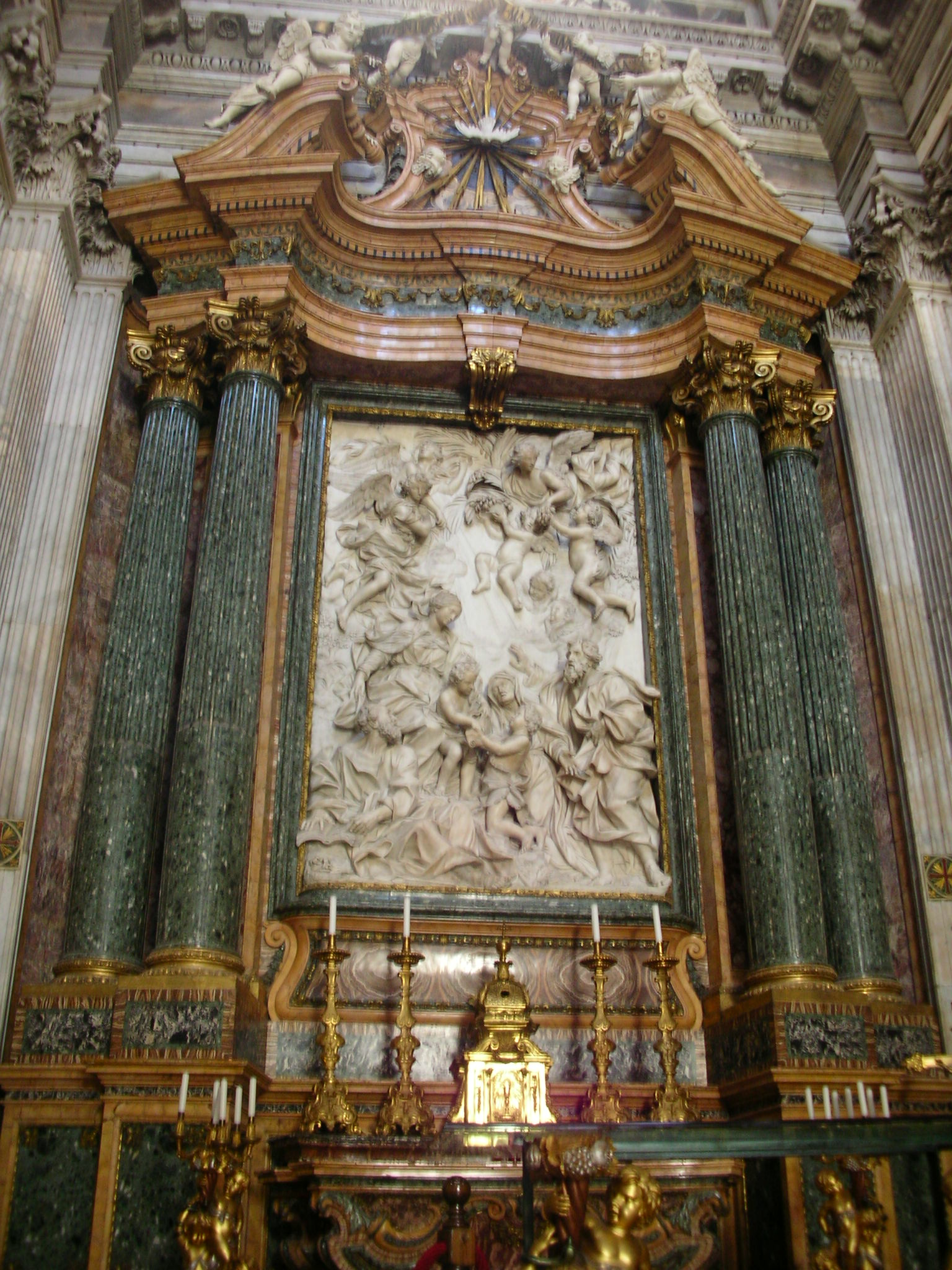
Den heliga Familjen. Sant'Agnese in Agone i Rom.

Domenico Guidi, född 6 juni 1625 i Carrara, död 28 mars 1701 i Rom, var en italiensk skulptör under barocken.

## Biografi
Guidi assisterade sin farbror Giuliano Finelli i dennes arbete i Neapels katedral. Han förblev elev hos Finelli fram till 1648, då han reste till Rom. Under sex år var han elev till Alessandro Algardi, innan han etablerade sig som självständig skulptör.
Han samarbetade med Ercole Ferrata och Francesco Baratta vid utförandet av högaltaret i kyrkan San Nicola da Tolentino i Rom. Hans första självständiga arbete av betydelse är högreliefen Kristi begråtande (1676) i kapellet i Palazzo del Monte di Pietà. Guidi röjer här sin påverkan från Algardi och Finelli.
Guidis mästerverk är högreliefen Den heliga Familjen (1677–1683) som smyckar högaltaret i Sant'Agnese in Agone vid Piazza Navona.

## Verk i urval
- Den heliga Familjen (1677–1683) – Sant'Agnese in Agone[1]
- Gravmonument över kardinal Lorenzo Imperiali (cirka 1673) – Sant'Agostino in Campo Marzio[2]
- Gravmonument över kardinal Guido del Bagno – Santi Bonifacio ed Alessio[3]
- Den helige Sebastian och Den helige Gaetano av Thiene – fasadskulpturer, Sant'Andrea della Valle[4]
- Gravmonument över Carlo Gaspare Thiene – Sant'Andrea della Valle[5]
- Gravmonument över kardinal Michelangelo Ricci (1682) – San Francesco a Ripa[6]
- Monsignor Antonio Cerri (osäker attribuering) – Il Gesù[7]
- Gravmonument över Camillo Del Corno – Gesù e Maria[8]
- Gravmonument över kardinal Lelio Falconieri – San Giovanni dei Fiorentini[9]
- Påve Alexander III (medaljong) – San Giovanni in Laterano[10]
- Påve Alexander VII (byst; 1660–1661) – Biblioteca Alessandrina, Sant'Ivo alla Sapienza[11]
- Gravmonument över Livia Santacroce – Santa Maria della Scala[12]
- Den heliga Agnes mirakel (tillsammans med Ercole Ferrata) – Oratorio dei Filippini[13]
- Den helige Josefs dröm – Cappella Capocaccia, Santa Maria della Vittoria[14]
- Den helige Nikolaus av Tolentino – San Nicola da Tolentino[15]
- Gravmonument över kardinal Giovanni Battista de Luca – Santo Spirito dei Napoletani[16]
- Pietà – högaltaret, Santissima Trinità in Palazzo Monte di Pietà[17][18]
- Den helige Carlo Borromeo (byst; cirka 1660) – vestibulen, Santissima Trinità in Palazzo Monte di Pietà[19][20]
- Ängeln med lansen – Ponte Sant'Angelo[21]

## Bilder

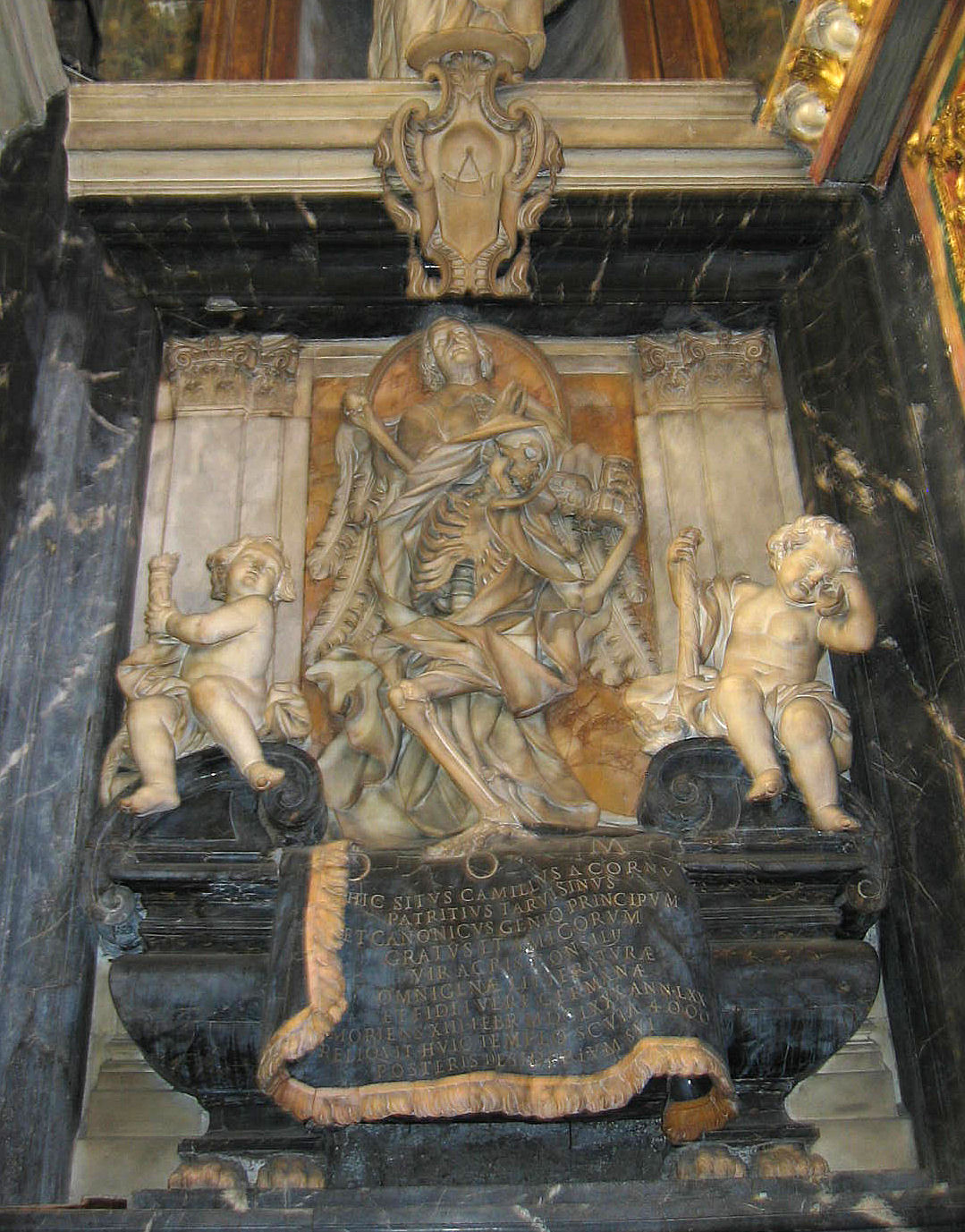
Gravmonument över Camillo Del Corno, Gesù e Maria.
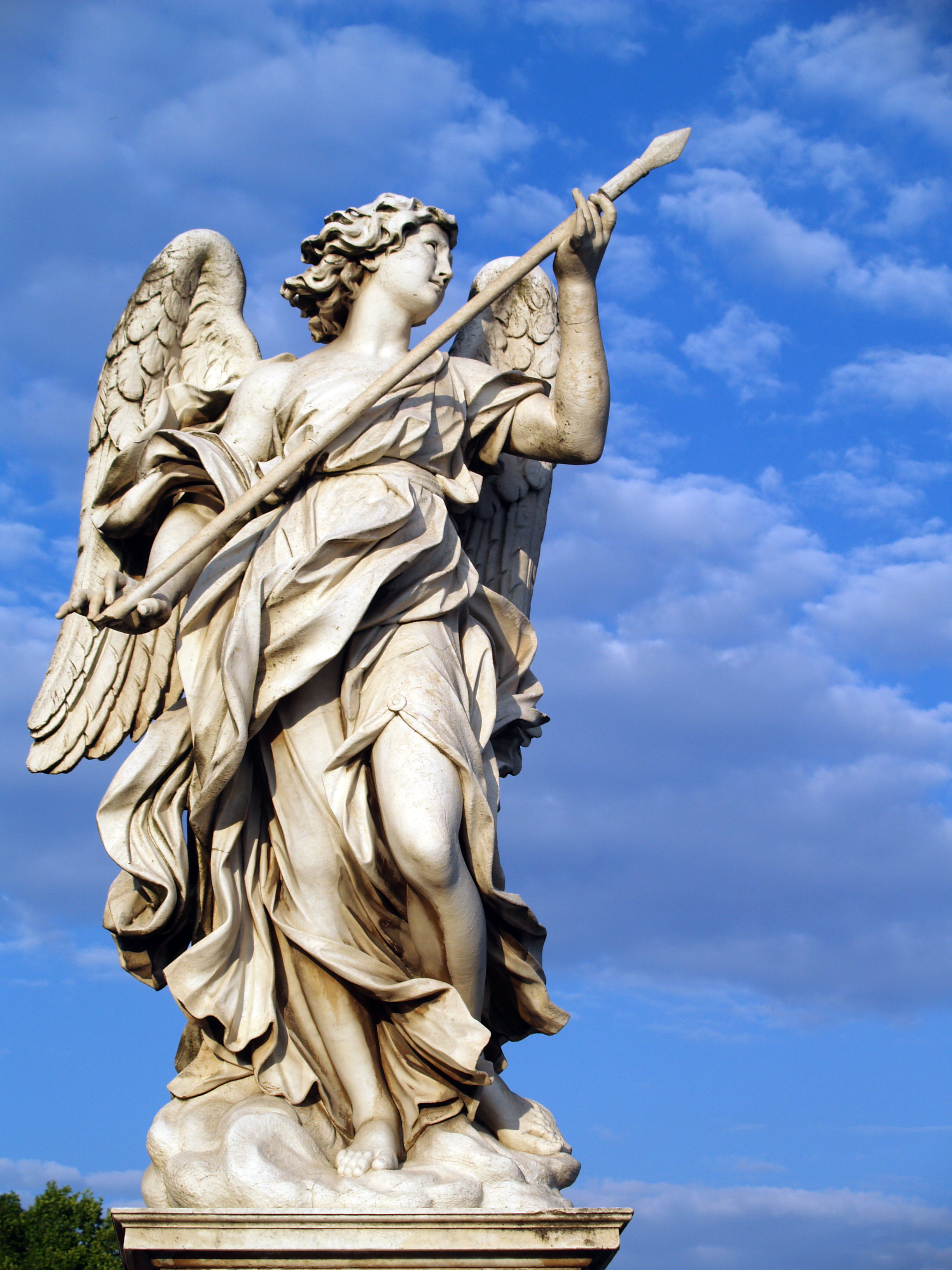
Ängeln med lansen, Ponte Sant'Angelo.